# Северни глатки кит делфин
Северни глатки кит делфин или северни китолики делфин (лат. Lissodelphis borealis, енгл. Northern right whale dolphin, рус. Северный китовидный дельфин) је врста сисара из породице океанских делфина (Delphinidae) и парвореда китова зубана (Odontoceti). 

## Угроженост
Ова врста није угрожена, и наведена је као последња брига јер има широко распрострањење.

## Распрострањење
Врста има станиште у Јапану, Канади, Мексику, Русији и Сједињеним Америчким Државама.
ФАО рибарска подручја (енгл. FAO marine fishing areas) на којима је ова врста присутна су у северозападном Пацифику, североисточном Пацифику и источном централном Пацифику.
Популациони тренд је за ову врсту непознат.

## Станиште
Станиште врсте су морски екосистеми.